# Arapongas
Arapongas är en stad och kommun i södra Brasilien och ligger i delstaten Paraná. Stadens befolkning uppgick år 2014 till cirka 102 000 invånare. Närmaste större stad är Londrina, som ligger cirka 35 kilometer i nordöstlig riktning.